# 維尼亞克區
12°55′50″S 75°46′50″W / 12.9305°S 75.7805°W
維尼亞克區（西班牙語：Distrito de Viñac），是秘魯的一個區，位於該國中南部利馬大區的堯約斯省，面積165.2平方公里，海拔高度3,315米，2005年人口1,914，人口密度每平方公里12人。